# Nunzio Gallo

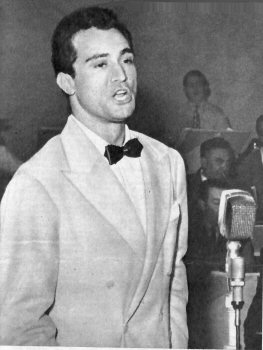
Imagem de Nunzio Gallo em 1956.

Nunzio Gallo (Nápoles, 25 de março de  1928 – Telese Terme 22 de fevereiro de  2008) foi um cantor e ator italiano . 
Gallo nasceu em Nápoles e representou a Itália no Festival Eurovisão da Canção 1957, com a canção  "Corde della mia chitarra" que ficou se classificou em 8.º lugar, tendo recebido um total de 7 pontos. A canção tornou-se famosa, nem pela sua qualidade, nem pela pontuação obtida, mas sim por ser a mais longa canção na história do Festival Eurovisão da Canção,  com  5 min e 09 segundos, antes da nova regra que impôs  o máximo de 3 minutos ter sido imposta.
Gallo participou em mais de 20 filmes. Ele sofreu um aneurisma cerebral em setembro de 2007, do qual nunca recuperou. Ele morreu em 22 de fevereiro de 2008 em Telese Terme. 

## Filmografia
Segundo o IMDB  ele participou nos seguintes filmes:
- "Tarantella napoletana" , como membro da Troupe (1954)
- "Suor Maria", no papel de Stefano (1955)
- "La rossa" (1955)
- "Non cantare, baciami", no papel de Franco Valli (1957)
- "Malafemmena", no papel de  Angelo Carrese (1957)
- "A vent'anni è sempre festa", no papel de Anastasi (1957)
- "Non sono più Guaglione", como  Mimì Caputo (1958)
- "Arriva la banda" (1959)
- "I cavalieri del diavolo", no papel do Conde  Henri Valance, irmão de Louise (1959)
- "Los dos rivales", como Sergio (1960)
- "Urlo contro melodia nel Cantagiro '63" (1963)
- "Il figlioccio del padrino" (1973)
- "Napoli serenata calibro 9", no papel de Comissário (1978)
- "L'ultimo guappo", como Giovanni (1978)
- "Napoli storia d'amore e di vendetta" (1979)
- "Lo scugnizzo" (1979)
- "Il mammasantissima" (1979)
- "I contrabbandieri di Santa Lucia", no papel do Comissário de Finanças Martinelli (1979)
- "Desiderio", como Il Nonno (1984
- "Il motorino" (1984)
- "Così parlò Bellavista", no papel de Camorrista (1984)
- "L'ombra nera del Vesuvio (TV mini-series)", como Inspetor Greco (1987)
- "Pacco, doppio pacco e contropaccotto" (1993)
- "La guerra di Mario" (2003)